# Hartney J. Arthur
Hartney J. Arthur (Hobart, 29 dicembre 1917 – Bethel, 24 marzo 2004) è stato un attore e regista australiano.

## Biografia
Nato in Tasmania nel 1917, esordì come attore a 10 anni con il film For the Term of His Natural Life di Norman Dawn, al quale seguì dopo 15 anni la partecipazione alla commedia A Yank in Australia di Alfred J. Goulding. Del 1948 è la sua unica regia per Red Sky at Morning, film oggi ritenuto perduto, per il quale curò l'adattamento dell'omonimo romanzo di Dymphna Cusack.
È stato sposato fino al 2003 con Markland Taylor, critica teatrale della rivista Variety.

## Filmografia

### Attore
- For the Term of His Natural Life, regia di Norman Dawn (1927)
- A Yank in Australia, regia di Alfred J. Goulding (1942)
- Appassionatamente (Devotion), regia di Curtis Bernhardt (1946) - non accreditato

### Regista
- Red Sky at Morning (1948)